# 愛の唄 (Psycho le Cemuの曲)
「愛の唄」（あいのうた）は、ヴィジュアル系ロックバンド、Psycho le Cémuのメジャー1枚目のシングル。

## 収録曲
1. 愛の唄
  - 作詞作曲:Lida/編曲:Psycho le Cemu

アルバム『FRONTIERS』には別バージョンが収録された。
2. Shangri-La
  - 作詞:DAISHI/作曲:AYA/編曲:Psycho le Cemu

アルバム『FRONTIERS』には別バージョンが収録された。
3. アクエリア
  - 作詞作曲:Lida/編曲:Psycho le Cemu

## 収録アルバム
オリジナル
- 『FRONTIERS』（#1、#3）

ベスト
- 『Psycho le Cemu GREATEST HITS』（#1）
- 『NOW AND THEN ~ THE WORLD ~』（#1）